# Tour Granite
Tour Granite (v překladu žulová věž; též Tour Societe Generale III) je 184 metrů vysoká věž ve čtvrti La Défense na předměstí Paříže, v obci Nanterre. Byla dostavena a slavnostně otevřena 15. prosince 2008 a nacházejí se v ní především kanceláře. Budova je 7. nejvyšší ve čtvrti La Défense, 8. v Paříži a 9. v celé Francii. Dle webu skyscraper center je také 99. nejvyšším mrakodrapem v Evropě a 2917. na celém světě.

## Technické parametry

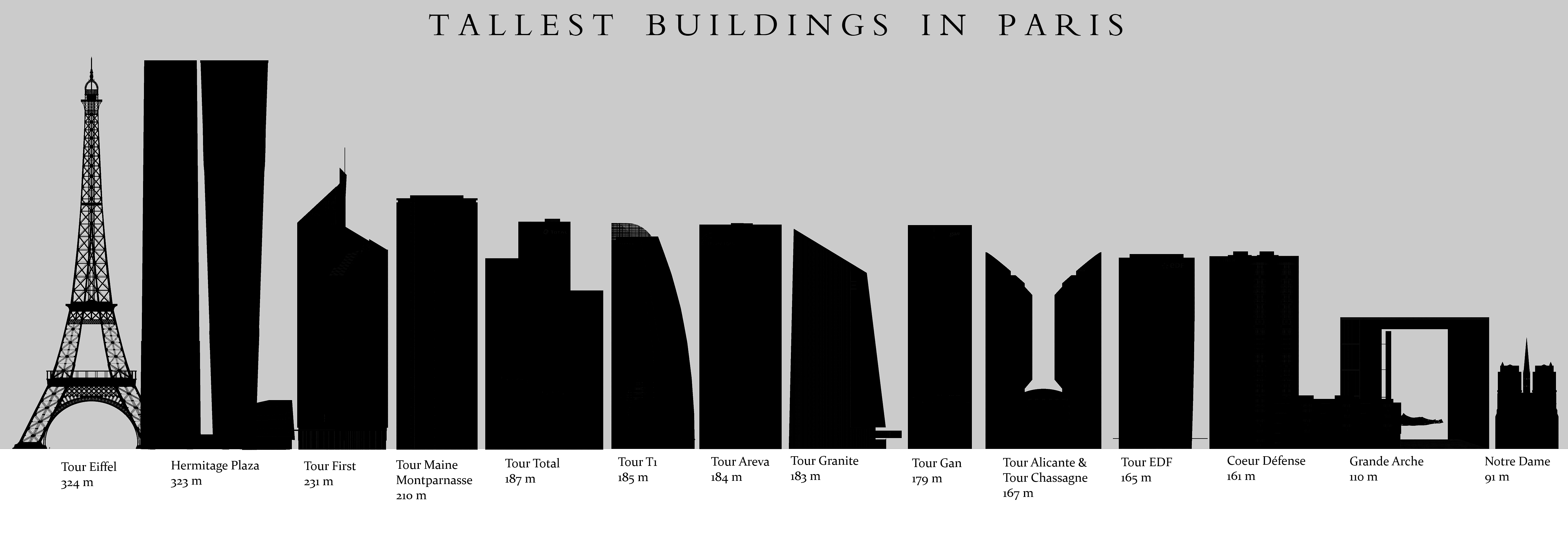
Tour Granite v porovnání s ostatními pařížskými stavbami (Tour Chassagne a Tour Alicante jsou o dvě místa vpravo)

Budova má tvar trojbokého hranolu a její východní část směrem nahoru ustupuje, zatímco západní část, směřující k městu Nanterre, vystupuje až k vrcholu do výše 184 m (není završena žádnou anténou). Stavba má 17 výtahů, jež propojují 35 podlaží. Jejich celková plocha je 45 500 m². 
Budovu vlastní banka Société Générale, jíž patří ještě dvě blízké budovy, Chassagne a Alicante (v podstatě jedna budova se dvěma věžemi), jež jsou od Tour Granite vzdáleny asi 20 metrů. S věží je spojuje krytý most a také lávka od rakouského architekta Dietmara Feichtingera. Zajímavé je, že všechny tři budovy sdílí jednu recepci. 
Budova se stala první výškovou budovou, která získala certifikát NF Bâtiment tertiaire-démarche HQE (haute qualité environnementale; vysoká kvalita životního prostředí). 

## Historie
Projekt architekta Christiana de Portzamparca původně počítal s výškou 220 metrů, čímž by se spolu s Tour Hekla dělil o post druhého nejvyššího francouzského mrakodrapu. Plány však musely být po teroristických útocích 11. září 2001 přepracovány a navrhovaná stavba byla snížena o necelých 50 metrů.
I přes sčetná zpoždění byly práce zahájeny počátkem roku 2005 a věž byla nakonec otevřena 15. prosince 2008.

## Poloha

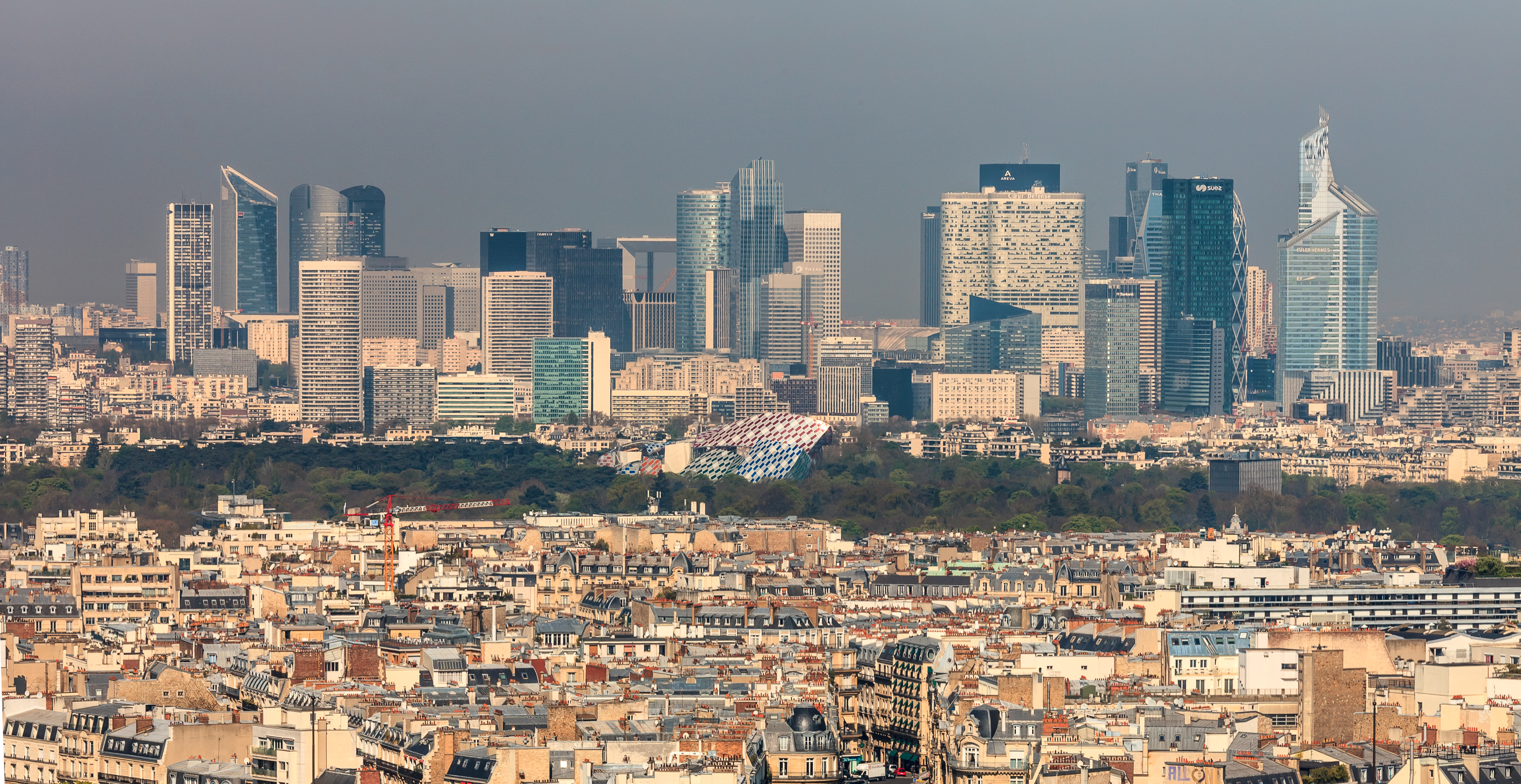
pohled na La Défense z východu (Tour Granite druhá zleva)

Budova se nachází na předměstí Paříže ve městě Nanterre, které je součástí departmentu Hauts-de-Seine. Ten spolu se Seine-Saint-Denis a Val-de-Marne tvoří tzv. Malý prstenec, jež obklopuje Paříž.
Malý prstenec tvoří dohromady s Velkým prstencem francouzský region Île-de-France, pařížskou aglomeraci.
Zeměpisné souřadnice mrakodrapu jsou:
- 48°53′30,47″ s. š.
- 21°34′6,52″ v. d.

## Knihy
O věži byla vydána kniha Tour Granite, dokumentující historii její stavby. Jejími autory jsou:
- Eric Reinhardt
- Jean Gaumy
- Harry Gruyaert

Kniha má 176 stran a obsahuje 120 fotografií.